# گل راعی موج‌دار
گل راعی موج‌دار (نام علمی: Hypericum undulatum) نام یک گونه از سرده گل راعی است.